# Calea ferată Videle–Giurgiu
Calea ferată Videle-Giurgiu este o cale ferată secundară în România.